# Pterotaea serrataria
Pterotaea serrataria är en fjärilsart som beskrevs av Barnes och Mcdunnough 1916. Pterotaea serrataria ingår i släktet Pterotaea och familjen mätare. Inga underarter finns listade.